# Campeonato Mundial de Ciclismo em Pista de 1955
O Campeonato Mundial UCI de Ciclismo em Pista de 1955 foi realizado em Milão, na Itália, entre os dias 31 de agosto e 5 de setembro, no Velódromo Vigorelli. Foram disputadas cinco provas masculinas, três de profissionais e duas para amadores.

## Sumário de medalhas

Leandro Faggin

| Eventos profissionais masculinos |                             |                                |                                |
| Velocidade individual            | Antonio Maspes · Itália     | Oscar Plattner · Suíça         | Arie van Vliet · Países Baixos |
| Perseguição individual           | Guido Messina · Itália      | René Strehler · Suíça          | Wim van Est · Países Baixos    |
| Motor-paced                      | Guillermo Timoner · Espanha | Walter Bucher · Suíça          | Giuseppe Martino · Itália      |
| Eventos amadores masculinos      |                             |                                |                                |
| Velocidade individual            | Giuseppe Ogna · Itália      | Jorge Bátiz · Argentina        | John Tressider · Austrália     |
| Perseguição individual           | Norman Sheil · Reino Unido  | Peter Broterthon · Reino Unido | Leandro Faggin · Itália        |

## Quadro de medalhas
| Ordem | País          | Medalha de ouro | Medalha de prata | Medalha de bronze | Total |
| ----- | ------------- | --------------- | ---------------- | ----------------- | ----- |
| 1     | Itália        | 3               | 0                | 2                 | 5     |
| 2     | Reino Unido   | 1               | 1                | 0                 | 2     |
| 3     | Espanha       | 1               | 0                | 0                 | 1     |
| 4     | Suíça         | 0               | 3                | 0                 | 3     |
| 5     | Argentina     | 0               | 1                | 0                 | 1     |
| 6     | Países Baixos | 0               | 0                | 2                 | 2     |
| 7     | Austrália     | 0               | 0                | 1                 | 1     |